# Rio Guáitara
O rio Guáitara (no Equador: Carchi) é um rio da Colômbia e do Equador. Nasce no Equador. Define cerca de 45 km da fronteira Colômbia-Equador, até à ponte internacional de Rumichaca, e daí em diante, já em solo colombiano, tem o nome Guáitara.
Na sua viagem, ao minar a montanha formou a ponte natural de Rumichaca que liga o Equador à Colômbia; formando a partir deste local um desfiladeiro profundo que em território colombiano abriga o santuário de Las Lajas, construído sobre o vazio do desfiladeiro.
Era conhecido como o rio Pastaran. Na conquista de Quechua, os Incas chamaram-lhe Ancashmayu (embora este último seja discutido com o nome de outro rio), e depois Guáitara, o seu nome atual em território colombiano.
O Guáitara nasce no vulcão Chiles, no Nudo de los Pastos do sul da Colômbia, percorrendo aproximadamente 45 km de território equatoriano, província de Carchi na direção leste, marcando a fronteira colombo-equatoriana, e depois percorre de sul para norte o departamento de Nariño, entre as cordilheiras andinas Central e Oriental até desaguar no rio Patía.

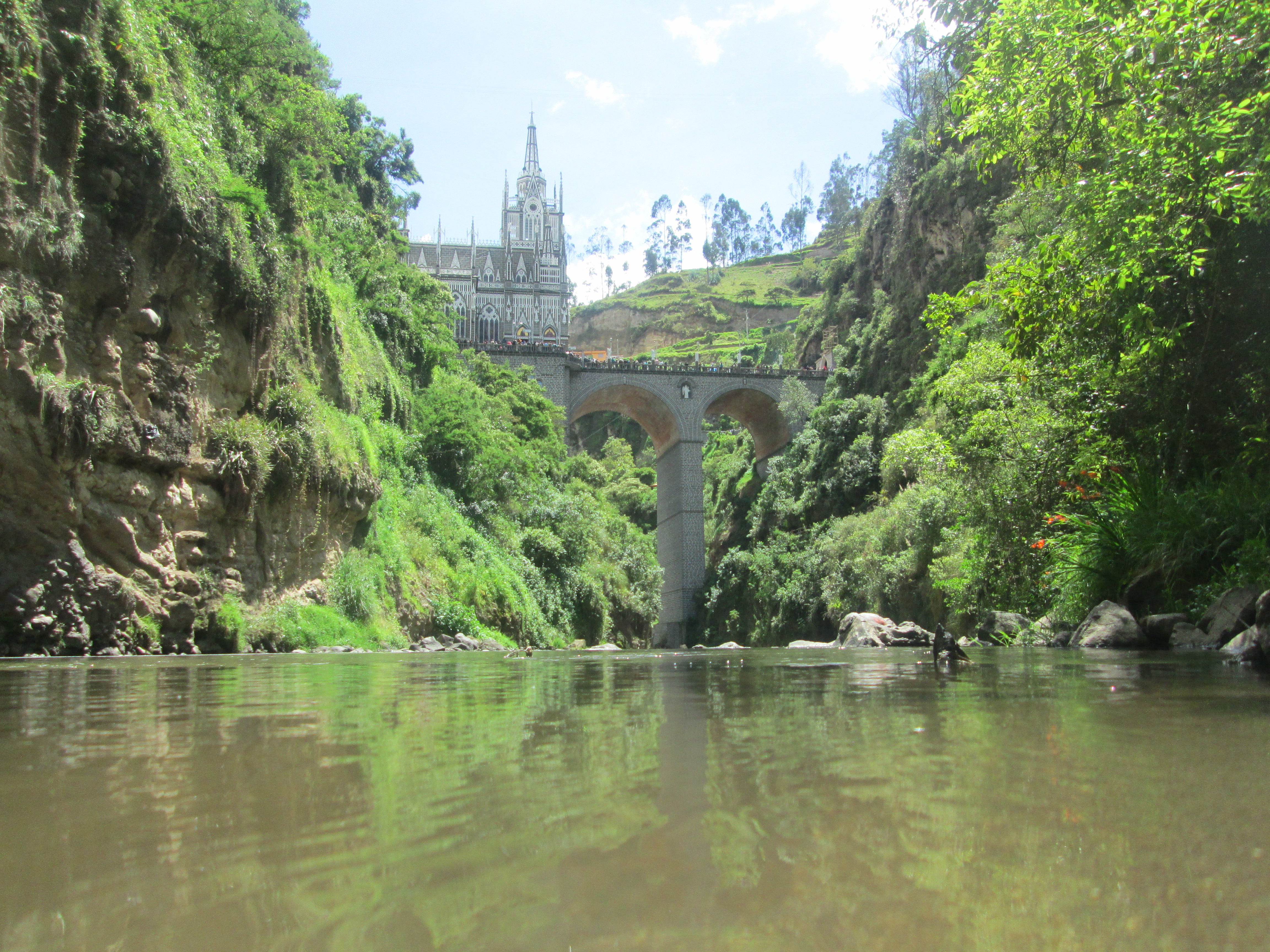
Santuario de Las Lajas no desfiladeiro do Guáitara

Na Colômbia a sua bacia representa 11% da área do departamento de Nariño e compreende 32 municipios nariñenses, a saber: Aldana, Ancuya, Consacá, Contadero, Córdoba, Cuaspud, Cumbal, El Tambo, El Peñol, Funes, Santacruz, Guachucal, Guaitarilla, Gualmatán, Iles, Imués, Ipiales, La Florida, La Llanada, Linares, Ospina, Potosí, Providencia, Puerres, Pupiales, Samaniego, Sandoná, Sapuyes, Los Andes, Tangua, Túquerres e Yacuanquer.